# Nová Ves u Hříškova
Nová Ves (deutsch Neudorf) ist eine Gemeinde in Tschechien. Sie liegt neun Kilometer südlich von Louny und gehört zum Okres Louny.

## Geographie
Nová Ves befindet sich im Norden des Džbán-Berglandes. Südöstlich erhebt sich der Hügel Na Oříškách (420 m).
Nachbarorte sind Smolnice im Norden, Toužetín und Hříškov im Nordosten, Žerotín im Osten, Samotín, Bílichov und Hvížďalka im Südosten, Dřevíč und Vinařice im Süden, Průhon und Divice im Südwesten, Brodecký Mlýn, Kocanda und Selmice im Westen sowie Brodec und Líšťany im Nordwesten.

## Geschichte
Das Dorf Větřín wurde durch den Ritter Lev von Divice gegründet, der am 16. Oktober 1347 vom Augustinerkloster in Roudnice nad Labem die Bewilligung zur Rodung eines Waldstückes zur Anlegung eines Dorfes erhielt. Anstelle der ursprünglichen Bezeichnung, die sich nicht durchsetzen konnte, erhielt der Ort den Allerweltsnamen Nová Ves / Neudorf. Während der Hussitenkriege bemächtigte sich die Stadt Louny der Klostergüter. Sie hielt Nová Ves bis 1547, als es ihr wegen ihrer Beteiligung am Ständeaufstand gegen die Habsburger konfisziert wurde. 1550 kaufte Johann d. J. von Waldstein das Dorf von der Böhmischen Kammer. Fünf Jahre später erwarb Johann von Sovinec auf Toužetín den Ort und schloss ihn seiner Herrschaft an. Bis zur Mitte des 19. Jahrhunderts blieb Nová Ves immer zu Toužetín untertänig.
Nach der Aufhebung der Patrimonialherrschaften bildete Nová Ves/Neudorf ab 1850 einen Ortsteil der Gemeinde Smolnice im Bezirk Louny. 1878 wurde Nová Ves eigenständig. Mit Beginn des Jahres 1961 erfolgte die Eingemeindung nach Hříškov und zwischen 1981 und 1990 war Nová Ves ein Ortsteil von Panenský Týnec. Seit November 1990 bildet Nová Ves wieder eine eigene Gemeinde.

## Gemeindegliederung
Für die Gemeinde Nová Ves sind keine Ortsteile ausgewiesen.

## Sehenswürdigkeiten
- barocke Kapelle, erbaut um 1750
- Marterl an der Straße nach Smolnice